# Gallon
Gallon er en flertydig rumfangsenhed for væsker – mest anvendt i USA og Storbritannien med en landeafhængig omregningsfaktor:
- 1 amerikansk gallon eller US gallon svarer til 3,78541 liter.
- 1 engelsk gallon, UK gallon eller Imperial gallon svarer til 4,54609 liter.

## Gælder for US gallon
Hvis man kører bil og vil sammenligne benzin-forbrug, så skal man også bruge en mile som længdeenhed. Den svarer til 1609,344 meter.
F.eks. svarer 15 kilometer/liter til 9,32 miles/liter – som igen svarer til 35 miles/gallon (forkortet: mpg) – eller en faktor på: 2,35.